# Anne Baraou
Anne Baraou est une créatrice de bande dessinée française née le 25 octobre 1965 à Bordeaux.

## Biographie
Anne Baraou participe à l'OuBaPo et collabore avec la maison d'édition L'Association. Elle crée notamment des bandes dessinées sous contrainte artistique volontaire à la manière de l'Oulipo. Anne Baraou fait partie du groupe fondateur, constitué en 1992. Elle est également cofondatrice avec Pascale Bougeault et C. Chalmeau des éditions Hors Gabarit, micro maison d'édition de 1990 à 1995. Dans le cadre de l'OuBaPo, Baraou et Vincent Sardon conçoivent Coquetèle, une bande dessinée en dés. En 2005, Baraou est commissaire de l'exposition OuBaPo au CNBDI d'Angoulême.
En 2002, avec Fanny Dalle-Rive, Baraou publie Une demi-douzaine d'elles, « une mini-série en six volets sur les heurs et malheurs de jeunes femmes contemporaines » qui reçoit des critiques positives d'Yves-Marie Labé, chroniqueur culturel pour Le Monde.
En 2010 paraît Gloire aux trottoirs !, premier volet de la série Back in Town (retour en ville) dessiné par Nicolas Hubesch, que Labé décrit comme « une image acide, amusante, agitée de la « Ville », Paris en l'occurrence ». Toujours en 2010 paraît Les Plumes, sur un dessin de François Ayroles, une « satire roborative des rites et tics du milieu littéraire ». Un deuxième volume paraît en 2012, que Le Monde qualifie de « réjouissante satire du milieu littéraire ».
En octobre 2012 paraît Cul nul (Éditions de l'Olivier & Cornelius), avec de nouveau Fanny Dalle-Rive au dessin ; l'ouvrage raconte « 25 histoires de sexe où la partie de jambes en l'air se termine mal ou ne débute même pas ». L'Express signale les « scénarios plein d'humour et très réalistes ».

## Œuvres

### Bandes dessinées
- Oubapo, L'Association :
  - Oupus 1 (1997)
  - Oupus 3 (2000)
  - Oupus 2 (2003)
  - Oupus 4 (2005)

- 1998, série humoristique Judette Camion dessinée par Jeanne Puchol.
  - Excusez-moi d’être une fille, Casterman, 1998[10]
  - Et avec qui je veux, Casterman, 1999

- Sur des dessins de Vincent Sardon, la série Les Ostings
  - Tome 1 : Les Voisins venus d'ailleurs, Delcourt (Collection Jeunesse), (2001)
  - Tome 2 : Palmipedopithecus gagatus, Delcourt (Collection Jeunesse), (2002)
- La Valise envolée, dessins de Vincent Sardon, L'Association coll. Patte de mouche no 22

- Les Plumes (2 tomes), dessins de François Ayroles, éditions Dargaud (2011, 2012)

- Série La BD des filles, dessins de Colonel Moutarde, éditions Dargaud
  - La Bd des filles (2007)
  - La Bd des filles t2, Battements de cœur (2008)
  - La Bd des filles t3, Sable et galets (2009)
  - La Bd des filles t4, Moi, ça m'intéresse (2010)
  - Intégrale (2013)
- Maman a des problèmes, dessins de David B., L'Association coll. Patte de mouche no 44
- La série Une demi-douzaine d'elles, dessins de Fanny Dalle-Rive, L'Association coll. Mimolette
- Au passage du pourquoi-pas, dessins de Stanislas, L'Association coll.Ciboulette
- Cul nul, dessins de Fanny Dalle-Rive, Olivius (2012)
- Livret d'accompagnement vendu dans le coffret contenant l'ensemble des six albums de l'OuMuPo, Ici, d'ailleurs....
- Cul nul encore, dessins de Fanny Dalle-Rive, Olivius (2012)
- Tout Cul nul, dessins de Fanny Dalle-Rive, Cornélius (2019)
- Phasmastory, dessins de Nancy Peña, Nathan (2023)
- Yuna, dessins Vincent Vanoli, L’Association (2024)
- L'Happée, dessins de Lorenzo Chiavini, L'Association coll. Patte de mouche n°114
- Comme une fleur, dessins d’Amélie Patin, Delcourt (2025)

### Jeux de société
- DoMiPo avec Killoffer, L'Association, 2009 : un domino en bande dessinée
- Le Scroubabble avec Étienne Lécroart et al., Oubapo, L'Association, 2005 : des cases de bande dessinée à disposer sur un plateau tel le Scrabble
- Coquetèle avec Vincent Sardon, L'Association, 2002) : trois dés portant sur leurs faces des cases de BD